# 3D Manufacturing Format
3D Manufacturing Format (3MF) è un formato di file basato su XML per la stampa 3D, sviluppato con l'obiettivo di diventare il formato di esportazione standard, e sostituire il formato STL, più pesante e senza la possibilità di esportare texture superficiali.
Il formato è stato sviluppato dal consorzio 3MF, formato dalle principali aziende operanti nel mondo della manifattura additiva e dalle principali sviluppatori di software CAD, tra cui: 3D Systems, Autodesk, Dassault Systèmes, EOS, FIT, General Electric, HP, Materialise NV, Microsoft, Ntopology, PTC, Shapeways, Siemens, SLM Solutions, Stratasys, Ultimaker.
Il consorzio non sarà limitato ai soci, hanno dichiarato le società, ma sarà aperto a chiunque. L'obiettivo del consorzio è di unificare il formato per la progettazione, distribuzione e stampa del modello 3D.
Questo formato è stato integrato in Windows 10 e viene gestito tramite l'app 3D Builder.

## Caratteristiche
- Supporto di textures full color, in un singolo file (Formati supportati: JPG e PNG)
- Dati relativi alle strutture di supporto
- Supporto di files che comprendono interi batch di produzione
- Supporto di icone e visualizzazione all'interno di Microsoft Windows, Microsoft Office e Paint 3D
- Salvataggio efficiente di strutture reticolari
- Indicazioni relative al materiale con cui sarà stampato il file (supportati materiali multipli)
- Esportazione dei parametri di stampa (altezza del layer, percentuale di riempimento)

## Esempio di file
Qui sotto riportato un esempio di un file. 3mf che descrive un cuboide di dimensioni X=1 Y=2 Z=3 pollici.
```
<?xml version="1.0" encoding="UTF-8"?>

<model
 
unit=
"inch"

       
xml:lang=
"en-US"

       
xmlns=
"http://schemas.microsoft.com/3dmanufacturing/core/2015/02"
>

	
<metadata
 
name=
"Copyright"
>

		
Copyright
 
(c)
 
2015
 
3MF
 
Consortium.
 
All
 
rights
 
reserved.

	
</metadata>

	
<resources>

		
<object
 
id=
"1"
 
type=
"model"
>

			
<mesh>

				
<vertices>

		          		
<vertex
 
x=
"0"
 
y=
"0"
 
z=
"0"
 
/>

		          		
<vertex
 
x=
"1"
 
y=
"0"
 
z=
"0"
 
/>

		          		
<vertex
 
x=
"1"
 
y=
"2"
 
z=
"0"
 
/>

		          		
<vertex
 
x=
"0"
 
y=
"2"
 
z=
"0"
 
/>

		     			
<vertex
 
x=
"0"
 
y=
"0"
 
z=
"3"
 
/>

		          		
<vertex
 
x=
"1"
 
y=
"0"
 
z=
"3"
 
/>

		          		
<vertex
 
x=
"1"
 
y=
"2"
 
z=
"3"
 
/>

		          		
<vertex
 
x=
"0"
 
y=
"2"
 
z=
"3"
 
/>

				
</vertices>

				
<triangles>

		          		
<triangle
 
v1=
"3"
 
v2=
"2"
 
v3=
"1"
 
/>

		          		
<triangle
 
v1=
"1"
 
v2=
"0"
 
v3=
"3"
 
/>

		          		
<triangle
 
v1=
"4"
 
v2=
"5"
 
v3=
"6"
 
/>

		          		
<triangle
 
v1=
"6"
 
v2=
"7"
 
v3=
"4"
 
/>

		          		
<triangle
 
v1=
"0"
 
v2=
"1"
 
v3=
"5"
 
/>

		          		
<triangle
 
v1=
"5"
 
v2=
"4"
 
v3=
"0"
 
/>

		          		
<triangle
 
v1=
"1"
 
v2=
"2"
 
v3=
"6"
 
/>

		          		
<triangle
 
v1=
"6"
 
v2=
"5"
 
v3=
"1"
 
/>

		          		
<triangle
 
v1=
"2"
 
v2=
"3"
 
v3=
"7"
 
/>

		          		
<triangle
 
v1=
"7"
 
v2=
"6"
 
v3=
"2"
 
/>

		          		
<triangle
 
v1=
"3"
 
v2=
"0"
 
v3=
"4"
 
/>

		          		
<triangle
 
v1=
"4"
 
v2=
"7"
 
v3=
"3"
 
/>

				
</triangles>

			
</mesh>

		
</object>

	
</resources>

	
<build>

		
<item
 
objectid=
"1"
 
/>

	
</build>

</model>

```